# Geografia Sudanului de Sud
Geografia Sudanului de Sud descrie caracteristicile fizice ale Sudanului de Sud, o țară în Africa de Est. Sudanul de Sud este o țară fără ieșire la mare și are granițe cu Sudan în nord, Etiopia în est, Kenya, Uganda și Republica Democratică Congo la sud și Republica Centrafricană în vest. Hotare cu Etiopia - 883 km, Kenya - 232 km, Uganda - 435 km, Republica Democrată Congo - 628 km, Republica Centrafricană - 682 km, Sudan - 1973 km. Suprafața țării este de 619.745 km².
Cel mai înalt vârf al țării este Muntele Kinyeti (3187 m).
Zone mari din Sudanul de Sud sunt acoperite de mlaștini.
Sudanul de Sud a produs 85% din petrolul sudanez.
În țară se disting regiunile istorice Equatoria, Bahr al-Ghazal și Nilul Superior. 

## Relief
Marile câmpii și platouri din Sudanul de Sud sunt drenate de Nilul Alb, care curge de la sud la nord pe toată lungimea sa prin partea 

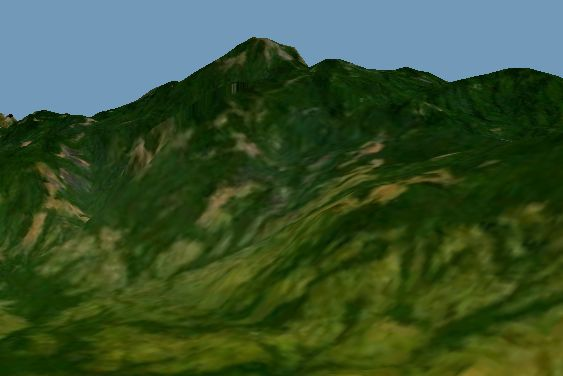
Muntele Kinyeti

central-estică a țării. Râul intră în țară dinspre sud dinspre Lacul Albert, la o altitudine de aproximativ 600 de metri. Între această graniță și Malakal, este cunoscut sub numele de Al-Jabal sau Bar-el-Jebel. După Juba și înainte de a se întâlni cu râul Ghazal în nordul țării, formează o zonă mlăștinoasă vastă de 320 km lățime pe 400 km lungime într-o zonă plată și argiloasă cunoscută sub numele de Sudd, la o altitudine de aproximativ 400 m deasupra nivelului mării.
În Sudd, papirusul și jacintul de apă cresc în această zonă de mlaștini, lagune, lacuri și canale ocolite, iar o rezervație de vânat a fost creată acolo unde râul Bahr el-Zeraf se varsă în ea. Din cauza căldurii, mai mult de jumătate din apă se pierde prin evaporare.
În vest, Platoul Ironstone separă bazinele fluviale Nil și Congo la granița dintre Republica Centrafricană și Republica Democrată Congo. Din această regiune vastă, situată între 800 și 900 m deasupra nivelului mării, formată din inselberguri, cu văi adânci și puternic despădurită, curg majoritatea afluenților râului Ghazal, care se varsă în Nil dinspre vest.
În sud, în apropierea granițelor cu Uganda, Kenya și Etiopia, în regiunea Eastern Equatoria, se află cei mai înalți munți din Sudanul de Sud. La vest de Nil, lanțul muntos care merge paralel cu râul, dinspre Lanțul Otze din Uganda, atinge 1000 m, dar cei mai înalți munți se află la est de marele fluviu: Munții Imatong, cu Muntele Kinyeti (3187 m), cel mai înalt din țară; Muntele Lotuke (2963 m) între Uganda și Kenya, Munții Didinga și Muntele Naita (2739) la sud-est, la granița cu Etiopia. 
Platourile Lomareng și Boma, situate la nord de acești munți, cedează în est bazinului râului Sobat, care se varsă în Nilul Alb la scurt timp după râul Ghazal, în apropiere de Malakal. Aceasta dă naștere unei zone plate și mlăștinoase în nord-estul țării. Această zonă este cunoscută sub numele de Sudd și este o importantă sursă de apă pentru Sudanul de Sud. În zonă se găsesc papirusul și jacintul de apă, iar aceasta este o importantă zonă de migrație pentru păsări.
Din punct de vedere geologic, Sudanul de Sud este străbătut de o ramură a Riftului Africii de Est care include bazinele Muglad și Melut, care au rezerve mari de petrol la granița cu Sudanul și care au dus la conflicte grave. Zăcămintele de petrol sunt situate în centrul și estul țării, o vastă zonă aluvionară formată din sedimente recente și sedimente terțiare și cuaternare, cu argile și pietrișuri neconsolidate. Bazinul Melut, care se învecinează cu Etiopia, conține câmpul petrolier Palogue, exploatat de China National Petroleum Corporation, și câmpul petrolier Adar, exploatat de Chevron. În bazinul Muglad, unde se întâlnesc râurile Jebel și Ghazal, se remarcă sondele de petrol Unity (Chevron), Fula (Chevron) și Block 5A (Petronas). În orice caz, din cauza conflictelor, producția este neregulată de la an la an, la fel ca și consorțiile care exploatează câmpurile.
Întreaga margine vestică a țării, platoul Ironstone și munții din sud sunt alcătuite din roci intruzive cambriene, în principal granit și gnais, cu câteva aflorimente de șisturi. În sud-est, pe platourile Loma și Bomareng, se găsesc roci vulcanice mezozoice până la terțiare de tip serpentinit.
Exploatarea auriferă artizanală are loc la Nanakanak, în Equatoria de Est, unde se estimează că în 2014 lucrau aproximativ 60 000 de persoane, deși în 2013, guvernul a cedat concesiunea companiei britanice Equator Gold ltd.

## Clima

Sistemul Köppen de clasificare a climei în Sudanul de Sud. Albastrul indică un climat de savană tropicală; portocaliu indică un climat semi-arid, iar roșul, un climat cald și deșertic.

Clima din Sudanul de Sud este tropicală, situată între ecuator și tropicul Racului și este influențată de maselor de aer uscat dinspre nord și de maselor de aer umed dinspre sud. În timpul iernii, o masă de aer rece și uscat se deplasează dinspre nord spre sud, iar norii de praf acoperă cerul, în special în nord. În această perioadă, temperaturile variază între 40°C  și nu plouă aproape deloc. Perioada februarie-aprilie este cea mai caldă, cu vârfuri de 45°C în centrul țării și temperaturi mai blânde în zonele muntoase din vest.
Începând cu luna aprilie, o masă de aer maritim, mai cald, începe să se deplaseze spre nord, provocând un sezon ploios care poate dura până în decembrie. Precipitațiile variază între 800-1100 mm, cu un minim în timpul iernii și un maxim în august, atât în câmpiile interioare cât și în zonele înalte din sud. Cele mai uscate zone se găsesc în sud-estul țării, la granița cu Kenya și în nord-estul țării, la granița cu Sudanul, acestea primind mai puțin de 700 mm anual. Cele mai umede zone se găsesc în sud-vestul țării, la granița cu Republica Democrată Congo și în Munții Imatong, la granița cu Uganda.
În general, temperaturile variază de la maxime medii de 37°C în februarie și mai la minime medii de 19°C iarna. În Yuba, în sudul țării, la o altitudine de 500 m, cad 960 mm în 108 zile, cu mai mult de 100 de litri între mai și octombrie, și mai puțin de 5 litri în decembrie și ianuarie.

## Hidrografie

Principalele râuri și lacuri din țară

Sudanul de Sud este cunoscut sub numele de "țara râurilor" datorită densității sale de râuri. Cel mai important râu este Bahr el-Jebel (Râul Munților), care străbate țara de la sud la nord și este numele Nilului Alb între granița cu Uganda și gura de vărsare a râului Bar-el-Ghazal (Râul Gazelelor) în nord. Există aproximativ treizeci de râuri în centrul țării, care apar și dispar în funcție de anotimpuri.
Râul Bar-el-Ghazal este unul dintre cele mai importante râuri din Sudanul de Sud, având o lungime de peste 700 km, de la vest la est, de la granița cu Republica Centrafricană, adunând apa din diviziunea Congo-Nil, formată aici de platoul Ironstone, până când se întâlnește cu viitorul Nil la Lacul No. Acest râu are șase afluenți, inclusiv cel mai lung, râul el-Arab, care vine din nord-vest, din Munții Marra din Sudan, și se varsă cu puțin timp înainte de orașul Bentiu. Ceilalți afluenți sunt Boro, Pongo, Wau, Sue și Ibba. Unirea râurilor Wau și Sue în orașul Wau dă naștere râului Ghazal.
Râul Bar el-Jebel intră în Sudanul de Sud la nord de orașul Nimule, la granița cu Uganda, și curge spre nord, traversând o serie de prăpăstii până ce ajunge la regiunea Sudd, unde se întinde prin câmpiile și mlaștinile vaste din zonă. Debitul său mediu este de 1050 m³/s în capitala Juba, iar la Mongalla râul se împarte în numeroase brațe obstrucționate de mlaștini. Una dintre ramuri, Bahr el-Zeraf, parcurge aproximativ 500 km înainte de a se întâlni cu râul Bar-el-Ghazal în Tonga. Râul Bar el-Jebel se varsă în Lacul No, unde se unește cu râul Sobat, format din joncțiunea a doi afluenți, râurile Baro și Pibor, care izvorăsc din platoul etiopian. Sobat are un bazin hidrografic de 250 000 km² și asigură 14% din debitul Nilului.
În zona mlaștinilor Sudd, care au o suprafață cuprinsă între 30.000 și 130.000 km² în sezonul ploios, jumătate din debitul diferitelor brațe ale râului se pierde prin evaporare. Există, de asemenea, o anumită poluare cu petrol în această zonă.
În 1978, a fost începută construcția Canalului Jonglei pentru a împiedica Nilul Alb să se disperseze prin mlaștinile Sudd și să piardă jumătate din apă prin evaporare. Cu toate acestea, lucrările au fost oprite în 1985 din cauza celui de-al doilea război civil sudanez. În prezent, se discută despre continuarea lucrărilor.

## Zone ecologice
În Sudanul de Sud, există diferite diviziuni ecologice, în funcție de compoziția floristică, a precipitațiilor și a tipurilor de sol. În general, se pot face cinci diviziuni: savană uscată, savană umedă împădurită, zonă inundabilă, zone muntoase și semi-deșert.
Savana uscată se găsește mai ales în nord, în partea de nord a statului Nilul Superior. Savana umedă acoperă cea mai mare parte a țării, cu excepția câmpiei inundabile din jurul Nilului și a zonei Munților Didinga și a Munților Imatong. Savana împădurită foarte umedă este împărțită în două subzone: savană împădurită și savană împădurită recent convertită, derivată din pădurea tropicală.
Apele Nilului Alb și ale afluenților săi curg din munții din Uganda, Republica Democrată Congo, Republica Centrafricană și Etiopia în bazinul argilos care formează cea mai mare parte a Sudanului de Sud și formează cea mai mare zonă umedă continuă din lume. Potrivit FAO, doar 4,3 la sută din teren este cultivat pentru producția de alimente, și doar periodic. Pădurea acoperă o treime din statele Bar el Gazal de Vest și Equatoria de Vest. Savana uscată cu mărăciniș acoperă 39 la sută din teritoriu, iar în statele Junqali, Eastern Equatoria și Upper Nile acoperă 58 la sută din teren. Pajiștile acoperă 23 la sută din teritoriu, și două treimi în statele Nilul Superior, Junqali, Equatoria de Est și Unity.
Banca Africană de Dezvoltare recunoaște șapte zone agro-ecologice în Sudanul de Sud. În sud, între Equatoria de Vest și Equatoria de Est, se află o centură verde unde agricultura se bazează pe culturi precum cassava, cartoful dulce, porumbul, meiul, arahidele și ragi, întreruptă periodic de raidurile LRA. În dealurile și zonele muntoase din sud se combină agricultura (sorg și cereale, în funcție de altitudine) și pastoralismul, combinate cu vânzarea de cărbune, lemn de foc și lemn de construcție.
Există o zonă pastorală în colțul uscat din sud-estul țării, cu migrații sezoniere spre nord în căutare de apă. Platoul Ironstone, care se întinde pe mai multe state, inclusiv Warab, Bar el Gazal de Nord și Bar el Gazal de Vest, Lakes, Equatoria de Vest și Equatoria Centrală, este o altă zonă importantă pentru agricultură, unde se cultivă cereale, sorg, arahide, susan și tutun.
În zona Nilului și a râului Sobat se cultivă unele cereale, animale și pescuit, precum și câmpiile inundabile vestice și estice, unde creșterea animalelor este completată de o anumită agricultură, pescuit și vânătoare, în funcție de schimbările nivelului apei. De asemenea, există activitate petrolieră în statul Unity și unele ferme mecanizate în Nilul Superior și în nordul îndepărtat, în zona Renk, unde există irigații.

### Parcuri naționale și zone protejate

Arii de protecție din Sudanul de Sud

În Sudanul de Sud, există aproximativ 143.000 km² de zone protejate, reprezentând 15% din teritoriu. Cea mai mare dintre aceste zone este zona umedă Sudd, care este un sit Ramsar și se întinde pe 57.000 km², găzduind aproximativ 400 de specii de păsări, 100 de specii de mamifere și 100 de specii de pești. Cu toate acestea, vânătoarea ilegală și creșterea vitelor sunt încă practicate în multe dintre aceste zone.
Savană virgină nealterată din Sudanul de Sud este cea mai mare din Africa și găzduiește o varietate de specii sălbatice, cum ar fi 1,2 milioane de cobori cu urechi albe, gazele Mongalla și tsessebe comune sau tiang, rivalizând cu migrațiile din Serengeti. De asemenea, există aproximativ 4.000 de elefanți și alte specii, cum ar fi girafa, bivolul și endemicul Nile lechwe; carnivore precum leii, leoparzii și câinii sălbatici. Cu toate acestea, unele specii au fost decimate în timpul războiului civil, cum ar fi zebra și bivolii.

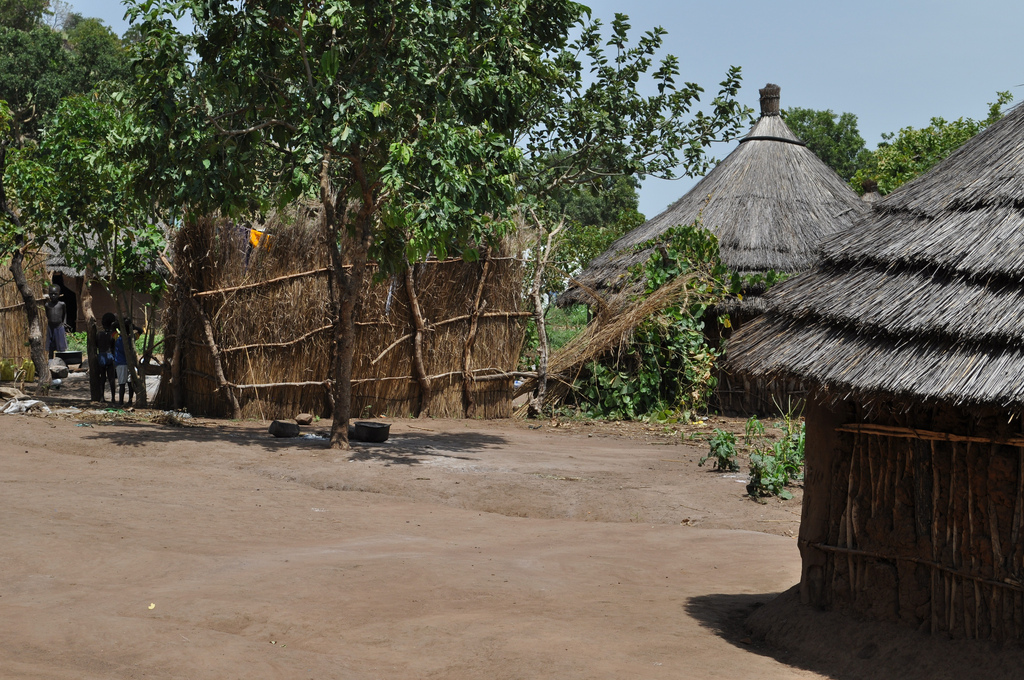
Sat în Boma

În câmpiile inundabile și în pășunile de pe malurile râurilor mari se găsesc populații mari de păsări, printre care se numără cocorul încoronat cu gât negru, pelicanul roz, egreta bovină și jabiru african.
Sudanul de Sud are șase parcuri naționale, dintre care unele sunt accesibile doar cu avioane ușoare și sunt considerate periculoase. Parcul Național Boma, care se întinde pe 22.800 km², este important pentru migrația antilopelor, în special pentru gâsca cu urechi albe și conține cea mai mare concentrație de mamifere mari din țară, printre care elefant, bivol, leopard, zebră, ghepard sudanez, gazela lui Grant, kudu mic, bongos, eland uriaș, leul Maasai și concolorul de Nil. Avifauna include vulturul pătat și vulturul șarpe cu pieptul negru.
Parcul Național Bandingilo, care se întinde pe 10.000 km², este situat între Equatoria Centrală și Ecuatoriul de Est și are a doua cea mai mare migrație de antilope după Serengeti. Cobo cu urechi albe (Kobus kob leucotis) migrează între acest parc, statul Junqali și Parcul Național Boma.
Parcul Național Nimule, care se întinde pe 200 km², se află la granița cu Uganda, între pădurea Otze și Nil (Bar-el-Jebel), și este o zonă importantă pentru elefanți, hipopotami și crocodili, dar și pentru zebre, babuini, șacali, maimuțe verzi, leoparzi, mistreți, copoi și boscheți.
Parcul Național Shambe, care se întinde pe 620 km², a fost înființat în 1985 și este o zonă importantă pentru păsări în zona umedă Sudd.
În afară de parcuri, Sudanul de Sud are o duzină de rezervații de vânătoare printre care se numără Ashana (900 km²), Bengangai (170 km², o zonă importantă pentru păsări), Bire Kpatuos (5.000 km²), Chelkou (5.500 km²), Fanikang (480 km²), Juba (200 km²), Kidepo (1.200 km²), Mbarizunga (10 km²), Numatina (2.100 km²) și numeroase zone de protecție a păsărilor. Cea mai mare dintre acestea este Rezervația de vânătoare Ez Zeraf, care se întinde pe 9.700 km² și este situată în mlaștinile din câmpia inundabilă a Nilului. Alte zone protejate se află în Munții Imatong (1.000 km²), Lacul Ambadi (1.500 km², o zonă protejată) și Lacul No (1.000 km²).

## Resurse naturale
Sudanul de Sud este acoperit în mare parte de păduri tropicale, mlaștini și pășuni. Nilul Alb curge prin țară, trecând prin capitala Juba. Aproximativ jumătate din apa Nilului Alb se pierde în mlaștini, din cauza absorbției de către vegetație sau consumului de către animale. Mlaștinile râurilor Sudd, Bar el Gazal și Sobat oferă resurse semnificative pentru animalele sălbatice și pentru oameni.
Din momentul independenței în 2011, principala resursă a Sudanului de Sud a fost petrolul, dar producția a fost neregulată din cauza insecurității. În 2013, producția a fost de 240.000 de barili pe zi, dar în 2014-2015 a scăzut la 160.000 de barili. Deși un acord de pace din 2016 a dus la creșterea producției, scăderea prețului petrolului împiedică creșterea economică a țării. 

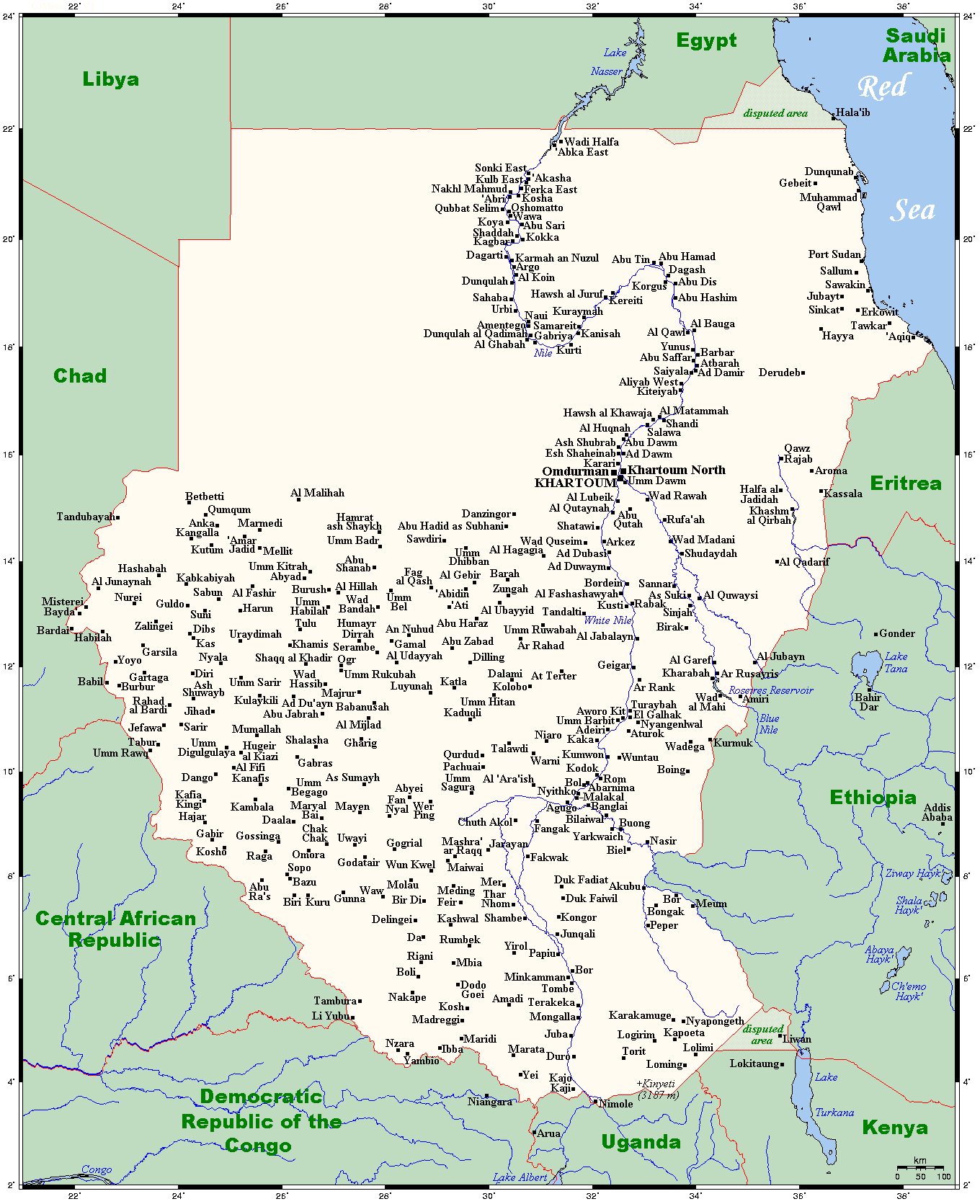
Principalele orașe din Sudanul de Sud

În 2015, producția netă de cereale a țării a fost de 921.000 de tone, pe o suprafață cultivată de 1.015.083 de hectare, cu un deficit de 380.700 de tone față de nevoile populației. Mecanizarea pe scară largă este practicată doar în Nilul Superior.

## Populația și sanatatea publică
În iulie 2017, populația Sudanului de Sud a fost estimată la 13.026.129 locuitori, iar în 2016, la 12.230.730 locuitori. Principalele grupuri etnice din 2011 erau Dinka (35,8%), Nuer (15,6%), Shilluk, Azande, Bari, Kakwa, Kuku, Murle, Mandari, Didinga, Ndogo, Bviri, Lndi, Anuak, Bongo, Lango, Dungotona, Acholi, Baka și Fertit.
44,37% din populație are sub 14 ani, adică 5,72 milioane de persoane, din care 2,947 milioane sunt bărbați și 2,831 milioane sunt femei. În grupa de vârstă 25-54 de ani (3.845.400 de persoane), proporția este inversă: 1,869 milioane de bărbați și 1,983 milioane de femei. Vârsta mediană a populației este de 17 ani, iar aproximativ 80% din populație trăiește în zonele rurale.
Limba oficială este engleza, iar araba și limbile etnice regionale sunt de asemenea vorbite. Creștinismul și animismul sunt cele mai răspândite religii. În 2009, rata de alfabetizare era de 27%, cu 40% dintre bărbați și 16% dintre femei fiind alfabetizați. În 2010, rata de alfabetizare a fost de 27,6%. În același an, 27,6% dintre copii erau subnutriți.
În 2017, rata natalității în Sudanul de Sud a fost de 35,5 nașteri la 1000 locuitori pe an, față de o rată medie mondială de 19 nașteri la 1000 locuitori și în Uniunea Europeană de 12 nașteri la 1000 locuitori. Rata mortalității a fost de 7,7 persoane la 1000 locuitori pe an.
În 2016, SIDA afecta 2,7% din populație. Cele mai frecvente boli infecțioase au fost diareea cauzată de bacterii și protozoare, hepatita A și E și febra tifoidă. Cele mai frecvente boli transmise de insecte au fost malaria, febra dengue și tripanosomiaza africană sau boala somnului. Schistosomia a fost cauzată de contactul cu apa infectată. Dintre bolile respiratorii cauzate de bacterii, meningita meningococică a fost cea mai frecventă, iar rabia a fost cea mai frecventă boală transmisă de animale.
Începând cu conflictul din 2013, distribuția geografică a populației s-a schimbat: în decembrie 2015, aproximativ 2,3 milioane de persoane și-au părăsit locuințele din cauza insecurității, dintre care 1,7 milioane au fugit în țările vecine Etiopia, Sudan, Uganda și Kenya. Cea mai mare parte a refugiaților care au fugit din țară au fost înregistrată în prima jumătate a anului 2014, 70% dintre aceștia având vârsta sub 18 ani.